# 700
700 (DCC na numeração romana) foi um ano bissexto, o último do século VII, do Calendário Juliano, da Era de Cristo, teve início a uma quinta-feira e terminou a uma sexta-feira e as suas letras dominicais foram D e C.
| ano completo                           |
| -------------------------------------- |
| Ano bissexto com início à quinta-feira |

## Eventos
- Cultura Tihuanaco na Bolívia.
- Primeiro milagre documentado da Eucaristia, em Lanciano, Itália.